# Late of the Pier
I Late of the Pier sono una band indie/dance punk inglese sotto contratto con la Parlophone. Il gruppo ha pubblicato cinque singoli e l'album di debutto “Fantasy Black Channel” è uscito l'11 agosto 2008.

## Storia del gruppo
La band si è formata nel 2004, anche se alcune delle loro canzoni furono scritte precedentemente, a partire dal 2001. Il loro singolo di debutto, Space and the Woods, è stato pubblicato dalla WayOutWest Records nel marzo 2007 in 500 copie.
Il secondo singolo, Bathroom Gurgle, prodotto da Erol Alkan è stato pubblicato nel settembre 2007 dalla Moshi Moshi Records e come per il precedente la tiratura era limitata a 500 esemplari.
Il terzo singolo, The Bears Are Coming, è distribuito solo in forma di 12" o scaricabile, con la versione a 7" che viene venduta solamente a partire dal tour del febbraio 2008 con una versione demo di Piss Hands come lato B e pubblicata dalla loro personale etichetta, la Zarcorp. Il quarto singolo, un doppio lato A, include nuove versioni di Space and the Woods e Focker.
Il gruppo ha aperto il Carling Weekend 2007 sul palco NME/Radio One e suonato come spalla per gli Hadouken!, Soulwax, Justice e U.N.K.L.E. nei recenti tour. Inoltre hanno supportato i Kaiser Chiefs durante un tour nel Regno Unito.
Il loro album di debutto, Fantasy Black Channel”, pubblicato dalla Parlophone l'11 agosto 2008 raggiunge la 28ª posizione nelle classifiche inglesi.
Nell'agosto 2018 il gruppo ha annunciato il ritorno all'attività.

## Discografia

### Album studio
- 2008 - Fantasy Black Channel (UK numero 28)

### Singoli/EP/7"
- 2007 – Space And The Woods (singolo)
- 2007 – Bathroom Gurgle (singolo)
- 2008 – The Bears Are Coming (singolo)
- 2008 – Space And The Woods/Focker (singolo)
- 2008 – Hearbeat (EP) (UK numero 98) (singolo)
- 2008 – Bathroom Gurgle (Ripubblicato)
- 2010 – Best In Class (Singolo)

## Curiosità
- Il singolo Space and the Woods è stato utilizzato dalla Sony nel settembre 2009 per pubblicizzare la console portatile PSP